# Amonifikace
Amonifikace je proces, při kterém dusík vázaný v organických látkách (např. v bílkovinách obsažených např. v exkrementech, a nebo v močovině obsažené v moči živočichů) je mineralizován chemotrofními bakteriemi na amoniak. Je to součást koloběhu dusíku.